# 奥愛ディアナ
奥愛ディアナ（おくあい でぃあな、1989年12月18日 - ）は、日本人とアメリカ人のハーフのグラビアアイドル。
趣味･特技：ダンス

## 作品

### DVD
- H-site（2008年10月31日）
- EIGHT（2009年01月31日）
- Last Dance（2009年06月19日）

### 本
- 私の風俗事情（2009年秋発売予定）